# 148 Galija
 148 Galija  (mednarodno ime 148 Gallia) je asteroid tipa R, ki se nahaja v glavnem asteroidnem pasu. 
Odkrila sta ga brata  Paul Henry in Prosper Henry 7. avgusta 1875, odkritje pa se priznava Prosperju. Asteroid je poimenovan po latinski besedi za pokrajino Galija v Franciji.